# Éparchie de Saransk
L'éparchie de Saransk (en russe : Сара́нская епа́рхия) est une éparchie (diocèse dans le monde orthodoxe) de l'Église orthodoxe russe dont le siège est à la cathédrale Saint-Théodore-Ouchakov de Saransk en Russie. Elle regroupe les paroisses et les monastères dans les limites du raïon d'Insar, du raïon d'Itchalki, du raïon de Kadochkino, du raïon de Kotchkourovo, du raïon de Kovylkino, du raïon de Liambir, du raïon de Romodanovo et du raïon de Rouzaïevo de la république de Mordovie. Elle est suffragante du siège métropolitain de Mordovie.
L'archevêque actuel est le métropolite Zénobe (Korzinkine) (ru).

## Histoire
Aux XIVe et XVe siècles, le territoire de l'actuelle éparchie faisait partie de l'éparchie de Saraï (ru) (qui s'étendait dans le sud de l'Ancienne Russie), appelée ensuite éparchie de Kroutitsi. En 1593, il dépend de la terre de Nizom entre la Soura et la Mokcha, plus tard de l'oblast synodal (supprimé en 1742).
Les premières paroisses orthodoxes apparaissent à Temnikov (1536) et au village de Stary Gorod (à la fin du XVe siècle). La première église documentée est celle de la Nativité-de-la-Vierge en 1591 au monastère de Pourdochevo.
L'éparchie (ru) de Penza est érigée en 1799, comprenant les villes de l'actuelle Mordovie à l'exception de Temnikov, qui fait partie de l'éparchie (ru) de Tambov, et d'Ardatov, qui fait partie de l'éparchie de Nijni Novgorod.
Par décision du patriarche Alexis II et du Saint-Synode de l'Église orthodoxe russe du 29 janvier 1991, l'éparchie de Saransk et de Mordovie est érigée à partir de territoires reçus de l'éparchie de Penza, dans les limites de la Mordovie. Il existe alors 46 paroisses pour 41 prêtres et il n'y a pas de monastère. le 8 février 2001, les dix ans d'existence de l'éparchie sont fêtés solennellement ainsi que les dix ans de la consécration de l'archevêque Barsanuphe (Soudakov), ordinaire de Saransk et de Mordovie.
L'église Saint-Jean-l'Évangéliste de Saransk est choisie pour devenir la cathédrale diocésaine; mais devenue trop petite pour les besoins spirituels des fidèles, il est décidé de construire une nouvelle cathédrale. Celle-ci, la cathédrale Saint-Théodore-Ouchakov, est consacrée le 6 août 2006. La résidence du métropolite de Saransk et de Mordovie se trouve au monastère Saint-Jean-l'Évangéliste de Makarovka, à 5 km à l'est de Saransk.
Début 2011, l'éparchie de Saransk compte 301 paroisses desservies par 263 prêtres et 13 monastères, huit d'hommes et cinq de femmes, habités par 156 moines et moniales. L'éparchie de Saransk donne une partie de son territoire le 30 mai 2011 pour former la nouvelle éparchie de Krasnoslobodsk et la nouvelle éparchie d'Ardatov. Le 6 octobre suivant, les trois éparchies sont déclarées suffragantes du siège métropolitain de Mordovie nouvellement formé.

## Ordinaires
Vicariat de Saransk de l'éparchie de Penza
- Nazaire (Blinov) (octobre 1923 - juillet 1924)
- Séraphin (Iouchkov) (28 août 1924 - 25 juillet 1925)
- Cyrille (Sokolov) (1926 - 7 septembre 1927)
- Philippe (Perov) (5 février 1929 - septembre 1936)
- Ephrem (Ephremov) (20 décembre 1936 - 1er septembre 1937)

Éparchie de Saransk
- Barsanuphe (Soudakov) (8 février 1991 - 19 mars 2014)
- Zénobe (Korzinkine) (depuis le 19 mars 2014)

## Doyennés

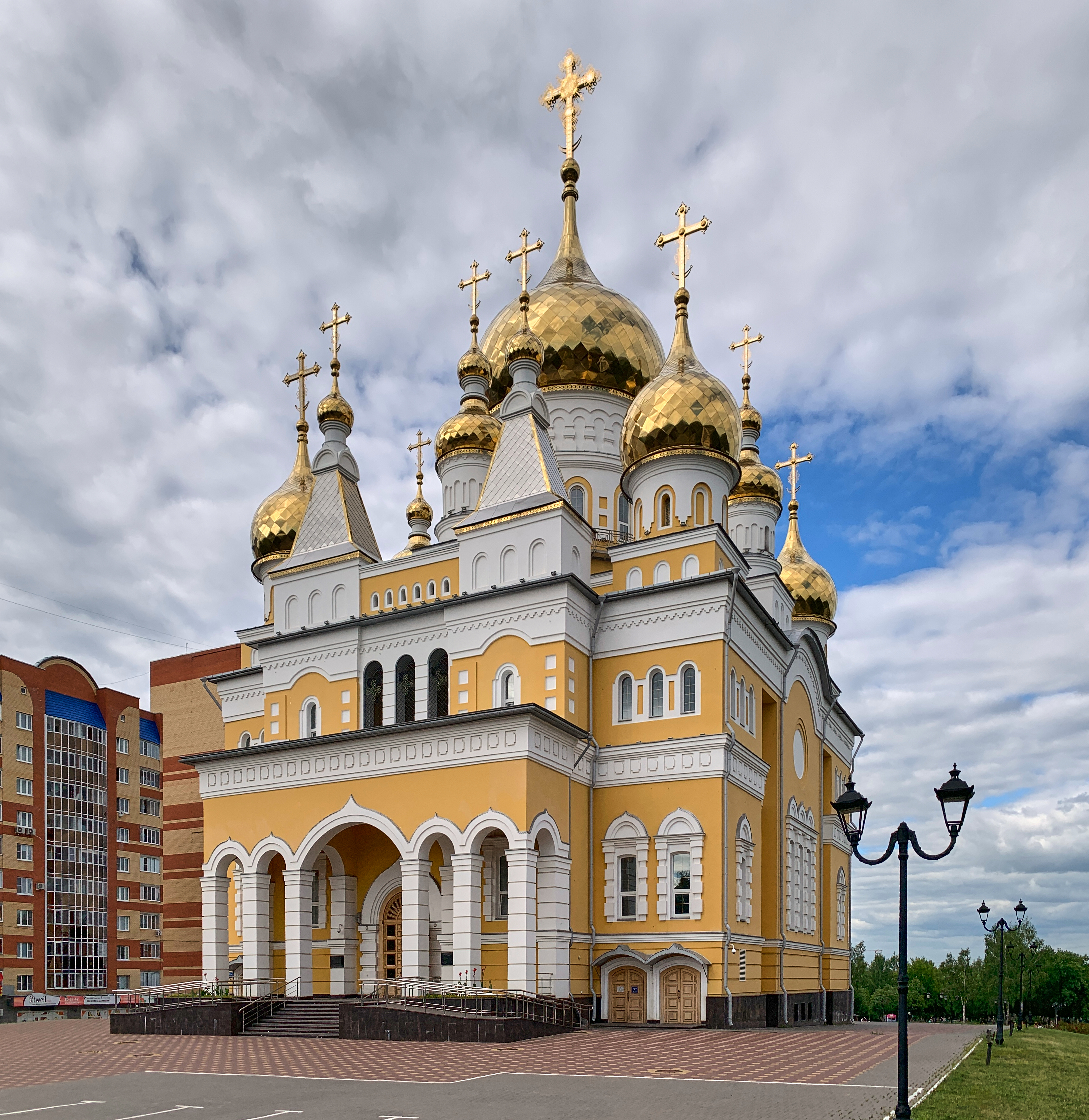
Église Saints-Cyrille-et-Méthode de Saransk.

L'éparchie de Saransk est organisée en 15 doyennés (à la date d'octobre 2022):
à Saransk
- doyenné du Centre
- doyenné de l'Est
- doyenné du Nord-Est
- doyenné du Sud
- doyenné du Sud-Ouest

dans les raïons (arrondissements)
- doyenné d'Insar
- doyenné d'Itchalki
- doyenné de Kadochkino
- doyenné de Kotchkourovo
- 1er doyenné de Kovylkino
- 2e doyenné de Kovylkino
- doyenné de Liambir
- doyenné de Romodanovo
- 1er doyenné de Rouzaïevka
- 2e doyenné de Rouzaïevka

## Monastères
Hommes
- Monastère Saint-Jean-l'Évangéliste de Makarevka, dans le district urbain de Saransk
- Monastère de la Trinité-Saint-Sauveur de Bolchoïe Tchoufarovo, dans l'arrondissement de Romodanovo
- Monastère Saint-Alexandre-Nevski de Kimlaï, dans l'arrondissement de Kovylkino

Femmes

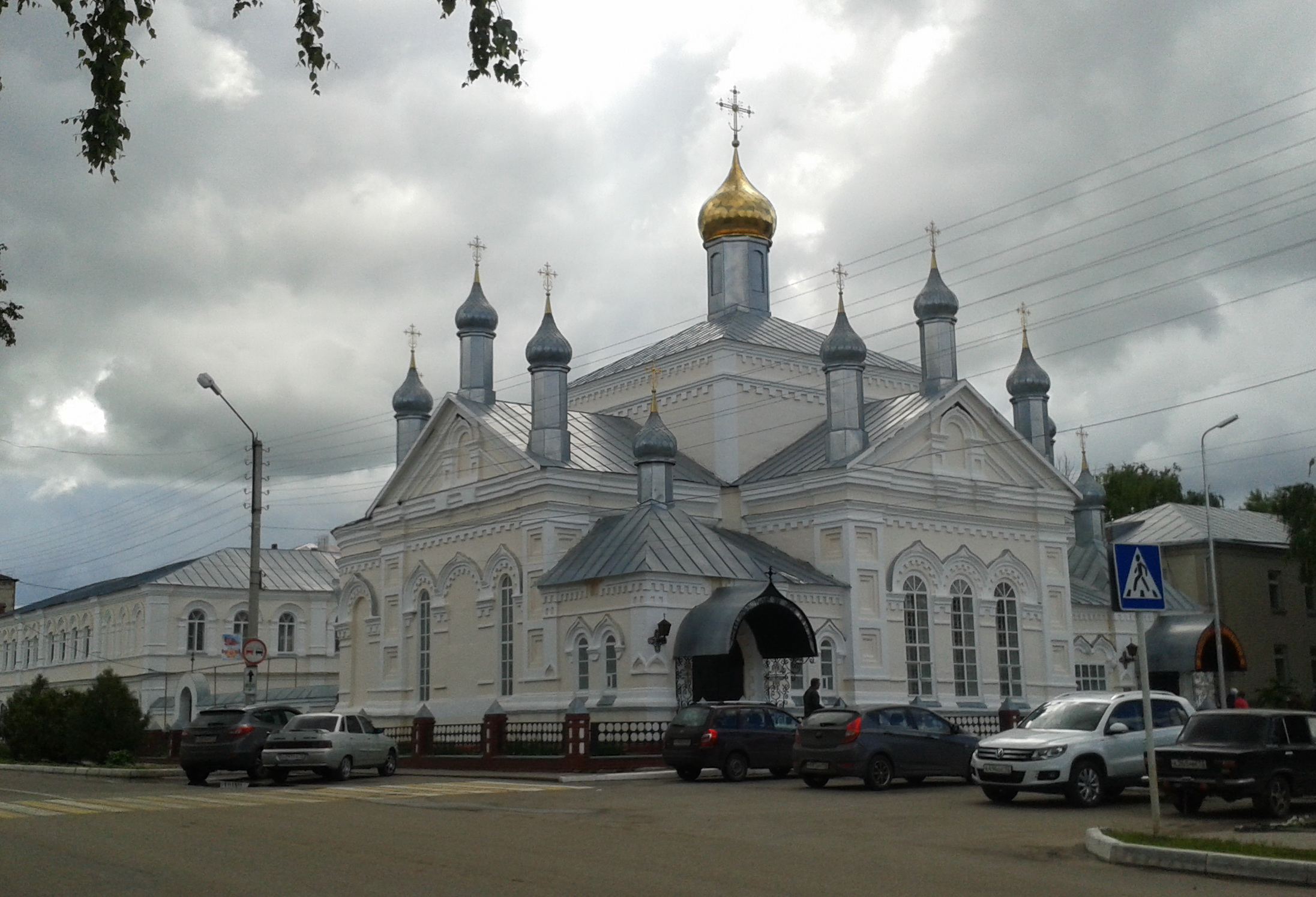
Monastère Sainte-Olga d'Insar.

- Monastère de l'Ascension-Sainte-Parascève de Païgarma, dans l'arrondissement de Rouzaïevka
- Monastère Notre-Dame-de-Tikhvine de Kourilovo, dans l'arrondissement de Romodanovo
- Monastère Sainte-Olga d'Insar

Monastère historiques supprimés de l'actuelle éparchie
- Monastère Notre-Dame-du-Signe (moniales) de Klioutchichtchi à Iakovchtchina, dans l'arrondissement de Rouzaïevka
- Monastère de l'Épiphanie-Saint-Élie de Saransk (moines) (1665-1775)
- Monastère Saints-Pierre-et-Paul de Saransk (moines) (1775-1928)
- Monastère Saint-Pierre de Saransk (moines) (supprimé en 1775)
- Monastère Notre-Dame-de-Kazan de Saransk (moines)
- Monastère Notre-Dame-de-Kazan de Saransk (moniales) (1660-1764)